# Arsenal FC - Manchester United en football
Cet article parle de la rivalité nationale reconnue par la FIFA entre Arsenal et Manchester United en football.

## Les origines de la rivalité
Les deux clubs ont une grande histoire footballistique. Bien que les deux clubs se côtoient en première division depuis 1919 la rivalité ne grandit que depuis 1990. Elle monta encore d'un cran depuis l'arrivée d'Arsène Wenger comme manager d'Arsenal en 1996. Sir Alex Ferguson et Arsène Wenger se livrent à une véritable guerre de mots. Chaque manager critique l'autre avec véhémence dans la presse anglaise. Les matchs de 1990, 2003 et 2004 se terminent sur une bagarre générale.

## Les matchs les plus mémorables
Quelques matchs sont restés gravés dans la mémoire des supporters d'Arsenal et de Manchester United...
- Arsenal 4-5 Manchester United (1er février 1958) - Ce fut le dernier match avant le crash du vol 609 British European Airways. Un doublé de Tommy Taylor ainsi que des buts de Duncan Edwards, Bobby Charlton et Dennis Viollet aidèrent Manchester United à s'imposer.
- Arsenal 4-0 Manchester United (22 août 1970) - John Radford réalise le triplé dans ce match (14e, 18e, 60e). George Graham inscrit le quatrième but à la 68e minute[1].
- Arsenal 3-1 Manchester United (1er avril 1978) - Arsenal s'impose dans ce match disputé à Highbury grâce notamment à un doublé inscrit par Malcolm Macdonald[2].
- Arsenal 3-2 Manchester United (12 mai 1979) - Devant une foule de presque cent mille personnes dans l'ancien Wembley Stadium, Arsenal mène à la marque 2-0 à cinq minutes de la fin grâce à des buts de Brian Talbot et Frank Stapleton avant de se faire prendre deux buts en deux minutes (2-2). Arsenal remporte tout de même la FA Cup cette année-là grâce à un ultime but d'Alan Sunderland dans les arrêts de jeu.
- Manchester United 4-1 Arsenal (19 août 1989) - Arsenal se déplace à Old Trafford mais s'incline quatre buts à un avec des réussites de Steve Bruce, Mark Hughes, Brian McClair et la nouvelle recrue mancunienne Neil Webb avec pour maigre consolation pour Arsenal le but de David Rocastle.
- Manchester United 0-1 Arsenal (20 octobre 1990) - Arsenal remporte ce match à Old Trafford grâce à un but du Suédois Anders Limpar à la 42e minute de jeu. La fin de match est houleuse entre les joueurs des deux équipes et s'ensuit alors une bagarre générale (brawl). En novembre 1990, les deux équipes se voient infliger une amende de 50 000 livres sterling par la fédération anglaise. Arsenal se fait déduire deux points du classement, Manchester United seulement un point[3],[4].
- Manchester United 0-1 Arsenal (14 mars 1998) - Durant la saison 1997-1998, année du premier doublé d'Arsène Wenger, Arsenal remporte un match important dans la course au titre, à Old Trafford, grâce à un but de Marc Overmars.
- Manchester United 6-1 Arsenal (25 février 2001) - Manchester United domine facilement Arsenal, son dauphin au classement, grâce à un triplé de Dwight Yorke et des réalisations de Roy Keane, Ole Gunnar Solskjaer et Teddy Sheringham, contre un but de Thierry Henry. Avec une avance de 16 points sur leur adversaire du jour, les Red Devils se sont littéralement envolés vers un troisième sacre consécutif.
- Manchester United 0-1 Arsenal (8 mai 2002) - Durant la saison 2001-2002, année du deuxième doublé d'Arsène Wenger, Arsenal remporte encore un match important dans la course au titre, et encore une fois à Old Trafford. Le tir de Fredrik Ljungberg est repoussé par le gardien Fabien Barthez mais Sylvain Wiltord se trouve sur le renvoi et inscrit le but qui permet à Arsenal de fêter le titre de champion d'Angleterre sur sol mancunien.
- Manchester United 2-0 Arsenal (24 octobre 2004) - Manchester United met fin à l'invincibilité record de 49 matches d'Arsenal, grâce à un pénalty (généreux) de Ruud van Nistelrooy et un but de Wayne Rooney inscrit dans les arrêts de jeu. Le match se termine en bagarre.
- Arsenal 0-0 (5-4 tab) Manchester United (21 mai 2005) - Dans un match dominé pourtant par Manchester United au Millennium Stadium de Cardiff, Arsenal réussit à s'imposer en finale de FA Cup aux tirs au but (pour la première fois de l'histoire de cette compétition la décision s'est faite aux tirs au but). Le capitaine de l'équipe Patrick Vieira, jouant son dernier match avec le club, donne la victoire aux Gunners. Paul Scholes est le seul joueur à rater son tir au but.
- Arsenal 2-1 Manchester United (21 janvier 2007) - Arsenal mené à domicile par les Red Devils à la suite d'une réussite de Wayne Rooney peu après la mi-temps retourne la situation et égalise par Robin van Persie à sept minutes de la fin avant que Thierry Henry ne donne l'estocade dans l'ultime minute de jeu grâce à une superbe tête qui surprend Edwin van der Sar. Arsenal bat donc Manchester United à l'extérieur (voir 17 septembre 2006) puis à domicile en cette saison 2006-2007.
- Manchester United 4-0 Arsenal (16 février 2008) - Manchester United élimine facilement un Arsenal fantômatique dans ce quart de finale de la FA Cup avec un doublé de Darren Fletcher aidé par ses camarades Wayne Rooney et Nani.
- Manchester United 2-1 Arsenal (13 avril 2008) - Manchester United réussit la prouesse de renverser une situation mal engagée. En début de deuxième période, Emmanuel Adebayor avait ouvert la marque (de la main). Quelques minutes plus tard, Cristiano Ronaldo remettait les deux équipes à égalité sur pénalty. Et à 20 minutes de la fin, sur un coup franc placé à une petite vingtaine de mètres des buts d'Arsenal, Owen Hargreaves qui donna la victoire à Manchester en prenant sa chance à la place de Cristiano Ronaldo et laissant Jens Lehmann sans réaction! Cette précieuse victoire permettait aux Red Devils de conserver une marge de manœuvre sur Chelsea, leur principal poursuivant, et d'écarter Arsenal de la course au titre. Manchester United sera finalement champion d'Angleterre.
- Arsenal 1-3 Manchester United (5 mai 2009) - En demi-finale retour de la Ligue des champions de l'UEFA, Arsenal n'a qu'un seul but à remonter après leur défaite sur la plus petite des marges à Old Trafford à l'aller. Hélas pour les Gunners, ce match virera au calvaire. Une glissade du jeune défenseur d'Arsenal Kieran Gibbs perment à Ji Sung Park de marquer très vite dans ce match, puis un superbe coup franc lointain de Cristiano Ronaldo trompe Manuel Almunia pour la deuxième fois de la partie. Arsenal se trouve mené 0-2 en seulement onze minutes de jeu. Ronaldo ruine les derniers espoirs d'Arsenal en signant un doublé juste après la mi-temps. Seul un pénalty transformé par Robin van Persie permet aux Gunners de sauver l'honneur devant leur public. Ce but s'avère anecdotique puisque le score n'évoluera plus. Manchester est qualifié pour la finale.
- Manchester United 8-2 Arsenal (28 août 2011) – Les Gunners complètement dépassés dans ce match se voient infliger leur plus lourde défaite depuis 84 ans. Ils n'avaient plus perdus avec une telle marge depuis 1927 quand ils ont perdu 7-0 contre West Ham. Ce fut aussi la première fois qu'ils concédèrent huit buts depuis 1896 quand ils ont perdu contre le désormais déchu Loughborough FC.
- Manchester United 1-2 Arsenal (9 mars 2015) - Les deux équipes se retrouvent pour le quart de finale de la Coupe d’Angleterre. Les Gunners ouvrent le score après 25 minutes par Nacho Monreal. Les Red Devils égalisent 4 minutes plus tard par Wayne Rooney. C’est finalement Danny Welbeck, l’ancien Mancunien, qui sur une erreur défensive de Manchester offre la qualification aux Gunners et une première victoire à Old Trafford depuis 2006 et la première victoire d’Arsenal depuis mai 2011.
- Arsenal 3-0 Manchester United (4 octobre 2015) - Le choc de la huitième journée de Premier League tourne à l'avantage des Gunners, qui plient le match dans les vingt premières minutes. Alexis Sánchez ouvre le score d'une talonnade sur un service de Mesut Özil à la 6e minute de jeu. Seulement 74 secondes plus tard[5], le même Mesut Özil double la marque profitant d'une offrande de Theo Walcott. À la 19e minute, Theo Walcott récidive et sert cette fois-ci l'homme du match[5] Alexis Sánchez qui, d'une frappe pleine lucarne à l'entrée de la surface, signe son doublé et scelle définitivement le sort des Mancuniens. C'est la première fois que ces derniers encaissent trois buts durant les 20 premières minutes d'une rencontre depuis l'instauration de la Premier League en 1992[5]. Il s'agit également de la plus large victoire des Gunners sur les Red Devils depuis 1998 et de la première à l'Emirates Stadium depuis mai 2011.
- Manchester United 0-1 Arsenal (1er novembre 2020) – Arsenal s'impose sur la pelouse de Manchester United sur le score de 1 but à zéro. Durant la deuxième mi-temps, Paul Pogba commet une faute sur Héctor Bellerín dans la surface de réparation. C'est Pierre-Emerick Aubameyang qui transforme le pénalty à la 69e. Les Gunners n'avaient plus gagné à Old Trafford depuis 2006.

## Résultats

### Confrontations en matchs officiels
| #   | Date               | Compétition                             | Lieu                        | Résultat                | Buteur(s) pour Arsenal FC                                  | Buteur(s) pour Manchester United                                                      | Spectateurs   | Réf.    |
| --- | ------------------ | --------------------------------------- | --------------------------- | ----------------------- | ---------------------------------------------------------- | ------------------------------------------------------------------------------------- | ------------- | ------- |
| 1   | 13 octobre 1894    | Second Division ( journée)              | Bank Street, Manchester     | MUN 3 - 3 ARS           | ?                                                          | ?                                                                                     | ?             | Rapport |
| 2   | 30 mars 1895       | Second Division ( journée)              | Manor Field, Londres        | ARS 3 - 2 MUN           | ?                                                          | ?                                                                                     | ?             | Rapport |
| 3   | 9 novembre 1895    | Second Division ( journée)              | Manor Field, Londres        | ARS 2 - 1 MUN           | ?                                                          | ?                                                                                     | ?             | Rapport |
| 4   | 30 novembre 1895   | Second Division ( journée)              | Bank Street, Manchester     | MUN 5 - 1 ARS           | ?                                                          | ?                                                                                     | ?             | Rapport |
| 5   | 22 mars 1897       | Second Division ( journée)              | Bank Street, Manchester     | MUN 1 - 1 ARS           | ?                                                          | ?                                                                                     | ?             | Rapport |
| 6   | 3 avril 1897       | Second Division ( journée)              | Manor Field, Londres        | ARS 0 - 2 MUN           |                                                            | ?                                                                                     | ?             | Rapport |
| 7   | 8 janvier 1898     | Second Division ( journée)              | Manor Field, Londres        | ARS 5 - 1 MUN           | ?                                                          | ?                                                                                     | ?             | Rapport |
| 8   | 26 février 1898    | Second Division ( journée)              | Bank Street, Manchester     | MUN 5 - 1 ARS           | ?                                                          | ?                                                                                     | ?             | Rapport |
| 9   | 3 décembre 1898    | Second Division ( journée)              | Manor Field, Londres        | ARS 5 - 1 MUN           | ?                                                          | ?                                                                                     | ?             | Rapport |
| 10  | 1er avril 1899     | Second Division ( journée)              | Bank Street, Manchester     | MUN 2 - 2 ARS           | ?                                                          | ?                                                                                     | ?             | Rapport |
| 11  | 4 novembre 1899    | Second Division ( journée)              | Bank Street, Manchester     | MUN 2 - 0 ARS           |                                                            | ?                                                                                     | ?             | Rapport |
| 12  | 10 mars 1900       | Second Division ( journée)              | Manor Field, Londres        | ARS 2 - 1 MUN           | ?                                                          | ?                                                                                     | ?             | Rapport |
| 13  | 10 novembre 1900   | Second Division ( journée)              | Manor Field, Londres        | ARS 2 - 1 MUN           | ?                                                          | ?                                                                                     | ?             | Rapport |
| 14  | 16 mars 1901       | Second Division ( journée)              | Bank Street, Manchester     | MUN 1 - 0 ARS           |                                                            | ?                                                                                     | ?             | Rapport |
| 15  | 16 novembre 1901   | Second Division ( journée)              | Manor Field, Londres        | ARS 2 - 0 MUN           | ?                                                          |                                                                                       | ?             | Rapport |
| 16  | 15 mars 1902       | Second Division ( journée)              | Bank Street, Manchester     | MUN 1 - 0 ARS           |                                                            | ?                                                                                     | ?             | Rapport |
| 17  | 25 octobre 1902    | Second Division ( journée)              | Manor Field, Londres        | ARS 0 - 1 MUN           |                                                            | ?                                                                                     | ?             | Rapport |
| 18  | 9 mars 1903        | Second Division ( journée)              | Bank Street, Manchester     | MUN 3 - 0 ARS           |                                                            | ?                                                                                     | ?             | Rapport |
| 19  | 3 octobre 1903     | Second Division ( journée)              | Manor Field, Londres        | ARS 4 - 0 MUN           | ?                                                          |                                                                                       | ?             | Rapport |
| 20  | 30 janvier 1904    | Second Division ( journée)              | Bank Street, Manchester     | MUN 1 - 0 ARS           |                                                            | ?                                                                                     | ?             | Rapport |
| 21  | 10 mars 1906       | Coupe d'Angleterre (4e tour)            | Bank Street, Manchester     | MUN 2 - 3 ARS           | ?                                                          | ?                                                                                     | ?             | Rapport |
| 22  | 10 novembre 1906   | First Division (12e journée)            | Bank Street, Manchester     | MUN 1 - 0 ARS           |                                                            | Downie 0e                                                                             | 20 000        | Rapport |
| 23  | 16 mars 1907       | First Division (31e journée)            | Manor Field, Londres        | ARS 4 - 0 MUN           | Coleman 0e · Kyle 0e · Satterthwaite 0e 0e                 |                                                                                       | 10 000        | Rapport |
| 24  | 23 novembre 1907   | First Division (13e journée)            | Bank Street, Manchester     | MUN 4 - 2 ARS           | Garbutt 0e · Kyle 0e                                       | Turnbull 0e 0e 0e 0e                                                                  | 8 000         | Rapport |
| 25  | 21 mars 1908       | First Division (32e journée)            | Manor Field, Londres        | ARS 1 - 0 MUN           | Lee 0e                                                     |                                                                                       | 17 000        | Rapport |
| 26  | 19 décembre 1908   | First Division (17e journée)            | Manor Field, Londres        | ARS 0 - 1 MUN           |                                                            | Halse 0e                                                                              | 12 000        | Rapport |
| 27  | 27 avril 1909      | First Division (38e journée)            | Bank Street, Manchester     | MUN 1 - 4 ARS           | Fitchie 0e · Lee 0e 0e · Lewis 0e                          | Turnbull 0e                                                                           | 35 000        | Rapport |
| 28  | 30 octobre 1909    | First Division (10e journée)            | Bank Street, Manchester     | MUN 1 - 0 ARS           |                                                            | Wall 0e                                                                               | 8 000         | Rapport |
| 29  | 12 mars 1910       | First Division (29e journée)            | Manor Field, Londres        | ARS 0 - 0 MUN           |                                                            |                                                                                       | 4 000         | Rapport |
| 30  | 1er septembre 1910 | First Division (1er journée)            | Manor Field, Londres        | ARS 1 - 2 MUN           | Rippon 0e                                                  | Halse 0e · West 0e                                                                    | 15 000        | Rapport |
| 31  | 26 décembre 1910   | First Division (18e journée)            | Old Trafford, Manchester    | MUN 5 - 0 ARS           |                                                            | Meredith 0e · Picken 0e 0e · West 0e 0e                                               | 40 000        | Rapport |
| 32  | 1er janvier 1912   | First Division (21e journée)            | Old Trafford, Manchester    | MUN 2 - 0 ARS           |                                                            | Meredith 0e · West 0e                                                                 | 25 000        | Rapport |
| 33  | 5 avril 1912       | First Division (33e journée)            | Manor Field, Londres        | ARS 2 - 1 MUN           | Common 0e 0e                                               | Turnbull 0e                                                                           | 30 000        | Rapport |
| 34  | 2 septembre 1912   | First Division (1re journée)            | Manor Field, Londres        | ARS 0 - 0 MUN           |                                                            |                                                                                       | 8 000         | Rapport |
| 35  | 21 mars 1913       | First Division (31e journée)            | Old Trafford, Manchester    | MUN 2 - 0 ARS           |                                                            | Anderson 0e · Whalley 0e                                                              | 20 000        | Rapport |
| 36  | 21 février 1920    | First Division (29e journée)            | Highbury, Londres           | ARS 0 - 3 MUN           |                                                            | Hopkin 0e · Spence 0e 0e                                                              | 25 000        | Rapport |
| 37  | 28 février 1920    | First Division (30e journée)            | Old Trafford, Manchester    | MUN 0 - 1 ARS           | Rutherford 0e                                              |                                                                                       | 35 000        | Rapport |
| 38  | 30 août 1920       | First Division (2e journée)             | Highbury, Londres           | ARS 2 - 0 MUN           | Pagnam 0e · Smith 0e                                       |                                                                                       | 25 000        | Rapport |
| 39  | 6 septembre 1920   | First Division (4e journée)             | Old Trafford, Manchester    | MUN 1 - 1 ARS           | White 0e                                                   | Spence 0e                                                                             | 25 000        | Rapport |
| 40  | 11 mars 1922       | First Division (32e journée)            | Old Trafford, Manchester    | MUN 1 - 0 ARS           |                                                            | Spence 0e                                                                             | 20 000        | Rapport |
| 41  | 5 avril 1922       | First Division (31e journée)            | Highbury, Londres           | ARS 3 - 1 MUN           | Boreham 0e · Butler 0e · White 0e                          | Lochhead 0e                                                                           | 25 000        | Rapport |
| 42  | 5 septembre 1925   | First Division (3e journée)             | Old Trafford, Manchester    | MUN 0 - 1 ARS           | Brain 0e                                                   |                                                                                       | 32 288        | Rapport |
| 43  | 16 janvier 1926    | First Division (25e journée)            | Highbury, Londres           | ARS 3 - 2 MUN           | Brain 0e 0e · Buchan 0e                                    | McPherson 0e · Spence 0e                                                              | 25 252        | Rapport |
| 44  | 15 septembre 1926  | First Division (6e journée)             | Old Trafford, Manchester    | MUN 2 - 2 ARS           | Brain 0e 0e                                                | Hanson 0e · Spence 0e                                                                 | 15 259        | Rapport |
| 45  | 28 décembre 1926   | First Division (23e journée)            | Highbury, Londres           | ARS 1 - 0 MUN           | Blyth 0e                                                   |                                                                                       | 30 111        | Rapport |
| 46  | 17 décembre 1927   | First Division (19e journée)            | Old Trafford, Manchester    | MUN 4 - 1 ARS           | Wilson 0e (csc)                                            | Hanson 0e · McPherson 0e · Partridge 0e · Spence 0e                                   | 18 120        | Rapport |
| 47  | 28 avril 1928      | First Division (41e journée)            | Highbury, Londres           | ARS 0 - 1 MUN           |                                                            | Rawlings 0e                                                                           | 22 452        | Rapport |
| 48  | 8 décembre 1928    | First Division (18e journée)            | Highbury, Londres           | ARS 3 - 1 MUN           | Brain 0e · Jack 0e 0e                                      | Hanson 0e                                                                             | 18 923        | Rapport |
| 49  | 20 avril 1929      | First Division (40e journée)            | Old Trafford, Manchester    | MUN 4 - 1 ARS           | Jack 0e                                                    | Hanson 0e · Reid 0e · Thomas 0e                                                       | 22 858        | Rapport |
| 50  | 26 octobre 1929    | First Division (12e journée)            | Old Trafford, Manchester    | MUN 1 - 0 ARS           |                                                            | Ball 90e                                                                              | 12 662        | Rapport |
| 51  | 12 mars 1930       | First Division (31e journée)            | Highbury, Londres           | ARS 4 - 2 MUN           | Bastin 0e · Hulme 0e · Lambert 0e · Williams 0e            | Ball 90e · Wilson 90e                                                                 | 18 082        | Rapport |
| 52  | 18 octobre 1930    | First Division (11e journée)            | Old Trafford, Manchester    | MUN 1 - 2 ARS           | Lambert 0e · Williams 0e                                   | McLachlan 90e                                                                         | 23 406        | Rapport |
| 53  | 21 février 1931    | First Division (30e journée)            | Highbury, Londres           | ARS 4 - 1 MUN           | Bastin 0e · Brain 0e · Hulme 0e · Jack 0e                  | Thomson 90e                                                                           | 41 510        | Rapport |
| 54  | 3 octobre 1936     | First Division (9e journée)             | Old Trafford, Manchester    | MUN 2 - 0 ARS           |                                                            | Bryant 90e · Rowley 90e                                                               | 55 884        | Rapport |
| 55  | 30 janvier 1937    | Coupe d'Angleterre                      | Highbury, Londres           | ARS 5 - 0 MUN           | ?                                                          |                                                                                       | ?             | Rapport |
| 56  | 6 février 1937     | First Division (28e journée)            | Highbury, Londres           | ARS 1 - 1 MUN           | Davidson 0e                                                | Rowley 0e (pen.)                                                                      | 37 236        | Rapport |
| 57  | 10 décembre 1938   | First Division (18e journée)            | Old Trafford, Manchester    | MUN 1 - 0 ARS           |                                                            | Bryant 0e                                                                             | 42 008        | Rapport |
| 58  | 15 avril 1939      | First Division (39e journée)            | Highbury, Londres           | ARS 2 - 1 MUN           | Crayston 0e · Drake 0e                                     | Hanlon 0e                                                                             | 25 741        | Rapport |
| 59  | 28 septembre 1946  | First Division (9e journée)             | Maine Road, Manchester      | MUN 5 - 2 ARS           |                                                            | Hanlon 30e 39e · Wrigglesworth 70e (pen.) · Rowley 77e 89e                            | 62 905        | Rapport |
| 60  | 1er février 1947   | First Division (28e journée)            | Highbury, Londres           | ARS 6 - 2 MUN           | Rudkin 20e · Logie 28e · McPherson 48e · Rooke 70e 72e 75e | Pearson 10e · Morris 43e                                                              | 29 415        | Rapport |
| 61  | 6 septembre 1947   | First Division (5e journée)             | Highbury, Londres           | ARS 2 - 1 MUN           | Lewis 0e · Rooke 0e                                        | Morris 0e                                                                             | 64 905        | Rapport |
| 62  | 17 janvier 1948    | First Division (26e journée)            | Maine Road, Manchester      | MUN 1 - 1 ARS           | Lewis 18e                                                  | Rowley 27e                                                                            | 83 260        | Rapport |
| 63  | 28 août 1948       | First Division (3e journée)             | Highbury, Londres           | ARS 0 - 1 MUN           |                                                            | Mitten 48e                                                                            | 64 150        | Rapport |
| 64  | 6 octobre 1948     | Charity Shield 1948                     | Highbury, Londres           | ARS 4 - 3 MUN           | Rooke 0e · Jones 0e · Lewis 0e 0e                          | Rowley 0e · Smith 0e (csc) · Burke 0e                                                 | 31 000        | Rapport |
| 65  | 1er janvier 1949   | First Division (25e journée)            | Maine Road, Manchester      | MUN 2 - 0 ARS           |                                                            | Mitten 10e · Burke 84e                                                                | 61 527        | Rapport |
| 66  | 26 décembre 1949   | First Division (24e journée)            | Maine Road, Manchester      | MUN 2 - 0 ARS           |                                                            | Pearson 2e 30e                                                                        | 55 757        | Rapport |
| 67  | 27 décembre 1949   | First Division (25e journée)            | Highbury, Londres           | ARS 0 - 0 MUN           |                                                            |                                                                                       | 65 133        | Rapport |
| 68  | 14 octobre 1950    | First Division (13e journée)            | Highbury, Londres           | ARS 3 - 0 MUN           | Cockburn 16e · Lishman 60e · Göring 71e                    |                                                                                       | 66 157        | Rapport |
| 69  | 10 février 1951    | Coupe d'Angleterre (5e tour)            | Old Trafford, Manchester    | MUN 1 - 0 ARS           |                                                            | ?                                                                                     | ?             | Rapport |
| 70  | 3 mars 1951        | First Division (32e journée)            | Old Trafford, Manchester    | MUN 3 - 1 ARS           | Holton 39e                                                 | Downie 14e · Aston 16e 32e                                                            | 48 025        | Rapport |
| 71  | 8 décembre 1951    | First Division (21e journée)            | Highbury, Londres           | ARS 1 - 3 MUN           | Logie 85e                                                  | Rowley 11e · Pearson 30e · Daniel 77e (csc)                                           | 53 451        | Rapport |
| 72  | 26 avril 1952      | First Division (42e journée)            | Old Trafford, Manchester    | MUN 6 - 1 ARS           | Cox 76e                                                    | Rowley 8e 74e 82e (pen.) · Pearson 40e 89e · Byrne 44e                                | 55 516        | Rapport |
| 73  | 27 août 1952       | First Division (2e journée)             | Highbury, Londres           | ARS 2 - 1 MUN           | Cox 13e · Göring 82e                                       | Rowley 62e                                                                            | 57 831        | Rapport |
| 74  | 3 septembre 1952   | First Division (4e journée)             | Old Trafford, Manchester    | MUN 0 - 0 ARS           |                                                            |                                                                                       | 39 193        | Rapport |
| 75  | 7 novembre 1953    | First Division (17e journée)            | Old Trafford, Manchester    | MUN 2 - 2 ARS           | Holton 68e · Roper 87e                                     | Rowley 3e · Blanchflower 44e                                                          | 29 914        | Rapport |
| 76  | 27 mars 1954       | First Division (36e journée)            | Highbury, Londres           | ARS 3 - 1 MUN           | Logie 0e 0e · Holton 0e                                    | Taylor 0e                                                                             | 42 735        | Rapport |
| 77  | 20 novembre 1954   | First Division (18e journée)            | Old Trafford, Manchester    | MUN 2 - 1 ARS           | Tapscott 0e                                                | Blanchflower 0e · Taylor 0e                                                           | 35 230        | Rapport |
| 78  | 23 avril 1955      | First Division (41e journée)            | Highbury, Londres           | ARS 2 - 3 MUN           | Lishman                                                    | Blanchflower 0e 0e · Göring 0e (csc)                                                  | 42 571        | Rapport |
| 79  | 5 novembre 1955    | First Division (16e journée)            | Old Trafford, Manchester    | MUN 1 - 1 ARS           | Lishman                                                    | Taylor                                                                                | 41 836        | Rapport |
| 80  | 17 mars 1956       | First Division (35e journée)            | Highbury, Londres           | ARS 1 - 1 MUN           | Holton                                                     | Viollet                                                                               | 50 758        | Rapport |
| 81  | 29 septembre 1956  | First Division (11e journée)            | Highbury, Londres           | ARS 1 - 2 MUN           | Evans 65e (pen.)                                           | Whelan 10e · Berry 35e (pen.)                                                         | 62 479        | Rapport |
| 82  | 9 février 1957     | First Division (30e journée)            | Old Trafford, Manchester    | MUN 6 - 2 ARS           | Herd 5e 36e                                                | Whelan 15e 78e · Berry 27e 49e · Edwards 29e · Taylor 57e                             | 61 628        | Rapport |
| 83  | 21 septembre 1957  | First Division (9e journée)             | Old Trafford, Manchester    | MUN 4 - 2 ARS           | Tiddy 38e · Herd 39e                                       | Taylor 10e · Whelan 22e 43e · Pegg 82e                                                | 47 389        | Rapport |
| 84  | 1er février 1958   | First Division (28e journée)            | Highbury, Londres           | ARS 4 - 5 MUN           | Herd 58e · Bloomfield 60e 61e · Tapscott 77e               | Edwards 10e · Taylor 43e 72e · Viollet 65e                                            | 63 578        | Rapport |
| 85  | 11 octobre 1958    | First Division (12e journée)            | Old Trafford, Manchester    | MUN 1 - 1 ARS           | Ward 23e                                                   | Viollet 15e                                                                           | 56 148        | Rapport |
| 86  | 28 février 1959    | First Division (31e journée)            | Highbury, Londres           | ARS 3 - 2 MUN           | Herd 12e · Barnwell 22e 28e                                | Viollet 34e · Bradley 89e                                                             | 67 162        | Rapport |
| 87  | 10 octobre 1959    | First Division (12e journée)            | Old Trafford, Manchester    | MUN 4 - 2 ARS           | Henderson 14e · Herd 43e                                   | Dodgin 7e (csc) · Quixall 60e · Charlton 83e · Viollet 89e                            | 51 872        | Rapport |
| 88  | 23 avril 1960      | First Division (41e journée)            | Highbury, Londres           | ARS 5 - 2 MUN           | Clapton 7e · Bloomfield 16e 67e 79e · Ward 88e             | Pearson 12e · Giles 44e                                                               | 40 837        | Rapport |
| 89  | 29 octobre 1960    | First Division (15e journée)            | Highbury, Londres           | ARS 2 - 1 MUN           | Barnwell 8e · Herd 21e                                     | Quixall 26e                                                                           | 45 495        | Rapport |
| 90  | 18 mars 1961       | First Division (34e journée)            | Old Trafford, Manchester    | MUN 1 - 1 ARS           | Charles 17e                                                | Moir 11e                                                                              | 30 517        | Rapport |
| 91  | 21 octobre 1961    | First Division (14e journée)            | Highbury, Londres           | ARS 5 - 1 MUN           | Ward 37e · Barnwell 49e · Eastham 60e · Skirton 65e 75e    | Viollet 86e                                                                           | 54 245        | Rapport |
| 92  | 31 janvier 1962    | Coupe d'Angleterre (4e tour)            | Old Trafford, Manchester    | MUN 1 - 0 ARS           |                                                            | Setters                                                                               | 54 082        | Rapport |
| 93  | 16 avril 1962      | First Division (32e journée)            | Old Trafford, Manchester    | MUN 2 - 3 ARS           | Eastham 12e · Cantwell 32e · Skirton 79e                   | McMillan 35e · Cantwell 71e                                                           | 24 258        | Rapport |
| 94  | 25 août 1962       | First Division (3e journée)             | Highbury, Londres           | ARS 1 - 3 MUN           | Clamp 88e                                                  | Herd 58e 74e · Chisnall 71e                                                           | 62 308        | Rapport |
| 95  | 6 mai 1963         | First Division (23e journée)            | Old Trafford, Manchester    | MUN 2 - 3 ARS           | Baker 32e · Strong 50e · Skirton 62e                       | Law 54e 63e                                                                           | 35 999        | Rapport |
| 96  | 21 septembre 1963  | First Division (9e journée)             | Highbury, Londres           | ARS 2 - 1 MUN           | Eastham 36e · Baker 81e                                    | Herd 17e                                                                              | 56 776        | Rapport |
| 97  | 1er février 1964   | First Division (28e journée)            | Old Trafford, Manchester    | MUN 3 - 1 ARS           | McCullough 16e                                             | Herd 4e · Setters 76e · Law 82e                                                       | 48 340        | Rapport |
| 98  | 28 novembre 1964   | First Division (20e journée)            | Highbury, Londres           | ARS 2 - 3 MUN           | Anderson 35e · Eastham 75e                                 | Law 4e 29e · Connelly 17e                                                             | 59 627        | Rapport |
| 99  | 26 avril 1965      | First Division (38e journée)            | Old Trafford, Manchester    | MUN 3 - 1 ARS           | Eastham 67e                                                | Best 7e · Law 59e 84e                                                                 | 51 625        | Rapport |
| 100 | 25 septembre 1965  | First Division (10e journée)            | Highbury, Londres           | ARS 4 - 2 MUN           | Baker 29e · Radford 42e · Armstrong 58e · Eastham 77e      | Charlton 25e · Aston 68e                                                              | 56 757        | Rapport |
| 101 | 19 mars 1966       | First Division (34e journée)            | Old Trafford, Manchester    | MUN 2 - 1 ARS           | Walley 88e                                                 | Law 2e · Stiles 29e                                                                   | 47 246        | Rapport |
| 102 | 29 octobre 1966    | First Division (14e journée)            | Old Trafford, Manchester    | MUN 1 - 0 ARS           |                                                            | Sadler 30e                                                                            | 45 417        | Rapport |
| 103 | 3 mars 1967        | First Division (31e journée)            | Highbury, Londres           | ARS 1 - 1 MUN           | Sammels                                                    | Aston                                                                                 | 63 563        | Rapport |
| 104 | 7 octobre 1967     | First Division (11e journée)            | Old Trafford, Manchester    | MUN 1 - 0 ARS           |                                                            | Storey 75e                                                                            | 60 197        | Rapport |
| 105 | 24 février 1968    | First Division (30e journée)            | Highbury, Londres           | ARS 0 - 2 MUN           |                                                            | Storey 23e (csc) · Best 56e                                                           | 46 417        | Rapport |
| 106 | 5 octobre 1968     | First Division (12e journée)            | Old Trafford, Manchester    | MUN 0 - 0 ARS           |                                                            |                                                                                       | 61 843        | Rapport |
| 107 | 26 décembre 1968   | First Division (25e journée)            | Highbury, Londres           | ARS 3 - 0 MUN           | Armstrong 60e · Court 61e · Radford 77e                    |                                                                                       | 62 218        | Rapport |
| 108 | 20 septembre 1969  | First Division (11e journée)            | Highbury, Londres           | ARS 2 - 2 MUN           | Sammels 1re · Graham 27e                                   | Best 44e · Sadler 79e                                                                 | 59 489        | Rapport |
| 109 | 10 janvier 1970    | First Division (28e journée)            | Old Trafford, Manchester    | MUN 2 - 1 ARS           | Marinello 15e                                              | Sartori 45e · Morgan 48e                                                              | 41 055        | Rapport |
| 110 | 22 août 1970       | First Division (3e journée)             | Highbury, Londres           | ARS 4 - 0 MUN           | Graham 14e · Radford 18e 60e 68e                           |                                                                                       | 54 117        | Rapport |
| 111 | 19 décembre 1970   | First Division (22e journée)            | Old Trafford, Manchester    | MUN 1 - 3 ARS           | McLintock 14e · Graham 20e · Kennedy 35e                   | Sartori 43e                                                                           | 33 182        | Rapport |
| 112 | 20 août 1971       | First Division (3e journée)             | Anfield, Liverpool          | MUN 3 - 1 ARS           | McLintock 4e                                               | Kidd 35e · Charlton 78e · Gowling 89e                                                 | 27 649        | Rapport |
| 113 | 25 avril 1972      | First Division (33e journée)            | Highbury, Londres           | ARS 3 - 0 MUN           | Kennedy 28e · Simpson 38e · Radford 70e                    |                                                                                       | 49 125        | Rapport |
| 114 | 26 août 1972       | First Division (5e journée)             | Old Trafford, Manchester    | MUN 0 - 0 ARS           |                                                            |                                                                                       | 48 108        | Rapport |
| 115 | 6 janvier 1973     | First Division (26e journée)            | Highbury, Londres           | ARS 3 - 1 MUN           | Ball · Kennedy 44e · Armstrong 46e                         | Kidd 85e                                                                              | 56 194        | Rapport |
| 116 | 25 août 1973       | First Division (1re journée)            | Highbury, Londres           | ARS 3 - 0 MUN           | Kennedy 48e · Radford 50e · Ball 88e                       |                                                                                       | 51 501        | Rapport |
| 117 | 19 janvier 1974    | First Division (26e journée)            | Old Trafford, Manchester    | MUN 1 - 1 ARS           | Kennedy 65e                                                | James 50e                                                                             | 38 589        | Rapport |
| 118 | 18 octobre 1975    | First Division (13e journée)            | Old Trafford, Manchester    | MUN 3 - 1 ARS           | Kelly 39e                                                  | Pearson 48e · Coppell 35e 68e                                                         | 53 885        | Rapport |
| 119 | 22 novembre 1975   | First Division (18e journée)            | Highbury, Londres           | ARS 3 - 1 MUN           | Ball 1re · Greenhoff 25e · Armstrong 90e                   | Pearson 59e                                                                           | 40 102        | Rapport |
| 120 | 18 décembre 1976   | First Division (19e journée)            | Highbury, Londres           | ARS 3 - 1 MUN           | Brady 44e · Macdonald 5e 53e                               | McIlroy 6e                                                                            | 39 572        | Rapport |
| 121 | 14 mai 1977        | First Division (42e journée)            | Old Trafford, Manchester    | MUN 3 - 2 ARS           | Brady 50e · Stapleton 78e                                  | Greenhoff 11e · Macari 36e · Hill 52e                                                 | 53 232        | Rapport |
| 122 | 30 août 1977       | Coupe de la Ligue (2e tour)             | Highbury, Londres           | ARS 3 - 2 MUN           | ?                                                          | ?                                                                                     | ?             | Rapport |
| 123 | 5 novembre 1977    | First Division (14e journée)            | Old Trafford, Manchester    | MUN 1 - 2 ARS           | Macdonald 67e · Stapleton 85e                              | Hill 61e                                                                              | 53 055        | Rapport |
| 124 | 1er avril 1978     | First Division (37e journée)            | Highbury, Londres           | ARS 3 - 1 MUN           | Brady 69e · Macdonald 36e 83e                              | Jordan 37e                                                                            | 40 739        | Rapport |
| 125 | 23 septembre 1978  | First Division (7e journée)             | Highbury, Londres           | ARS 1 - 1 MUN           | Price 32e                                                  | Coppell 24e                                                                           | 45 393        | Rapport |
| 126 | 3 février 1979     | First Division (27e journée)            | Old Trafford, Manchester    | MUN 0 - 2 ARS           | Sunderland 55e 56e                                         |                                                                                       | 45 460        | Rapport |
| 127 | 12 mai 1979        | Coupe d'Angleterre (Finale)             | Stade de Wembley            | MUN 2 - 3 ARS           | Talbot 12e · Stapleton 43e · Sunderland 89e                | McQueen 86e · McIlroy 88e                                                             | 99 219        | Rapport |
| 128 | 25 août 1979       | First Division (3e journée)             | Highbury, Londres           | ARS 0 - 0 MUN           |                                                            |                                                                                       | 44 371        | Rapport |
| 129 | 29 décembre 1979   | First Division (23e journée)            | Old Trafford, Manchester    | MUN 3 - 0 ARS           |                                                            | McQueen 7e · Jordan 24e · McIlroy 72e (pen.)                                          | 54 295        | Rapport |
| 130 | 11 octobre 1980    | First Division (11e journée)            | Old Trafford, Manchester    | MUN 0 - 0 ARS           |                                                            |                                                                                       | 49 036        | Rapport |
| 131 | 20 décembre 1980   | First Division (34e journée)            | Highbury, Londres           | ARS 2 - 1 MUN           | Rix 30e · Vaessen 56e                                      | Macari 65e                                                                            | 33 730        | Rapport |
| 132 | 26 septembre 1981  | First Division (7e journée)             | Highbury, Londres           | ARS 0 - 0 MUN           |                                                            |                                                                                       | 39 797        | Rapport |
| 133 | 20 février 1982    | First Division (28e journée)            | Old Trafford, Manchester    | MUN 0 - 0 ARS           |                                                            |                                                                                       | 43 833        | Rapport |
| 134 | 25 septembre 1982  | First Division (7e journée)             | Old Trafford, Manchester    | MUN 0 - 0 ARS           |                                                            |                                                                                       | 43 198        | Rapport |
| 135 | 15 février 1983    | Coupe de la Ligue (1/2 finale aller)    | Highbury, Londres           | ARS 2 - 4 MUN           | ?                                                          | ?                                                                                     | ?             | Rapport |
| 136 | 23 février 1983    | Coupe de la Ligue (1/2 finale retour)   | Old Trafford, Manchester    | MUN 2 - 1 ARS           | ?                                                          | ?                                                                                     | ?             | Rapport |
| 137 | 16 avril 1983      | Coupe d'Angleterre (1/2 finale)         | Villa Park, Birmingham      | MUN 2 - 1 ARS           | Woodcock 36e                                               | Robson 49e · Whiteside 70e                                                            | 46 535        | Rapport |
| 138 | 2 mai 1983         | First Division (40e journée)            | Highbury, Londres           | ARS 3 - 0 MUN           | O'Leary 24e · Talbot 78e 85e                               |                                                                                       | 23 602        | Rapport |
| 139 | 6 septembre 1983   | First Division (4e journée)             | Highbury, Londres           | ARS 2 - 3 MUN           | Woodcock 3e · Talbot 89e                                   | Moran 6e · Stapleton 17e · Robson 40e                                                 | 42 704        | Rapport |
| 140 | 17 mars 1984       | First Division (32e journée)            | Old Trafford, Manchester    | MUN 4 - 0 ARS           |                                                            | Mühren 10e (pen.) 40e · Stapleton 63e · Robson 89e                                    | 48 942        | Rapport |
| 141 | 2 novembre 1984    | First Division (13e journée)            | Old Trafford, Manchester    | MUN 4 - 2 ARS           | Allinson 32e · Woodcock 36e                                | Robson 6e · Strachan 48e 58e · Hughes 78e                                             | 32 279        | Rapport |
| 142 | 23 février 1985    | First Division (29e journée)            | Highbury, Londres           | ARS 0 - 1 MUN           |                                                            | Whiteside 31e                                                                         | 48 612        | Rapport |
| 143 | 24 août 1985       | First Division (3e journée)             | Highbury, Londres           | ARS 1 - 2 MUN           | Allinson 89e (pen.)                                        | Hughes 20e · McGrath 65e                                                              | 37 145        | Rapport |
| 144 | 21 décembre 1985   | First Division (22e journée)            | Old Trafford, Manchester    | MUN 0 - 1 ARS           | Nicholas 75e                                               |                                                                                       | 44 386        | Rapport |
| 145 | 23 août 1986       | First Division (1er journée)            | Highbury, Londres           | ARS 1 - 0 MUN           | Nicholas 80e                                               |                                                                                       | 41 382        | Rapport |
| 146 | 24 janvier 1987    | First Division (26e journée)            | Old Trafford, Manchester    | MUN 2 - 0 ARS           |                                                            | Strachan 55e · Gibson 89e                                                             | 51 367        | Rapport |
| 147 | 19 août 1987       | First Division (2e journée)             | Old Trafford, Manchester    | MUN 0 - 0 ARS           |                                                            |                                                                                       | 42 890        | Rapport |
| 148 | 24 janvier 1988    | First Division (27e journée)            | Highbury, Londres           | ARS 1 - 2 MUN           | Quinn 37e                                                  | Strachan 12e · McClair 67e                                                            | 29 392        | Rapport |
| 149 | 20 février 1988    | Coupe d'Angleterre (5e tour)            | Highbury, Londres           | ARS 2 - 1 MUN           | Smith · Duxbury                                            | McClair                                                                               | 54 161        | Rapport |
| 150 | 17 décembre 1988   | First Division (17e journée)            | Highbury, Londres           | ARS 2 - 1 MUN           | Thomas 8e · Merson 17e                                     | Hughes 81e                                                                            | 37 422        | Rapport |
| 151 | 2 avril 1989       | First Division (32e journée)            | Old Trafford, Manchester    | MUN 1 - 1 ARS           | Adams 77e                                                  | Adams 84e (csc)                                                                       | 37 977        | Rapport |
| 152 | 19 août 1989       | First Division (1er journée)            | Old Trafford, Manchester    | MUN 4 - 1 ARS           | Rocastle 22e                                               | Bruce 2e · Hughes 63e · Webb 79e · McClair 83e                                        | 47 245        | Rapport |
| 153 | 3 décembre 1989    | First Division (16e journée)            | Highbury, Londres           | ARS 1 - 0 MUN           | Groves 15e                                                 |                                                                                       | 34 484        | Rapport |
| 154 | 20 octobre 1990    | First Division (9e journée)             | Old Trafford, Manchester    | MUN 0 - 1 ARS           | Limpar 42e                                                 |                                                                                       | 47 232        | Rapport |
| 155 | 28 novembre 1990   | Coupe de la Ligue (4e tour)             | Highbury, Londres           | ARS 2 - 6 MUN           | Smith                                                      | Hughes · Sharpe · Blackmore · Wallace                                                 | 40 884        | Rapport |
| 156 | 6 mai 1991         | First Division (36e journée)            | Highbury, Londres           | ARS 3 - 1 MUN           | Smith 18e 41e 58e                                          | Bruce 89e                                                                             | 40 229        | Rapport |
| 157 | 19 octobre 1991    | First Division (13e journée)            | Old Trafford, Manchester    | MUN 1 - 1 ARS           | Rocastle 39e                                               | Bruce 44e                                                                             | 46 594        | Rapport |
| 158 | 1er février 1992   | First Division (27e journée)            | Highbury, Londres           | ARS 1 - 1 MUN           | Rocastle 44e                                               | McClair 27e                                                                           | 41 703        | Rapport |
| 159 | 28 novembre 1992   | Premier League (14e journée)            | Highbury, Londres           | ARS 0 - 1 MUN           |                                                            | Hughes 27e                                                                            | 29 739        | Rapport |
| 160 | 24 mars 1993       | Premier League (31e journée)            | Old Trafford, Manchester    | MUN 0 - 0 ARS           |                                                            |                                                                                       | 37 301        | Rapport |
| 161 | 7 août 1993        | Charity Shield 1993                     | Stade Wembley, Londres      | ARS 1 - 1 MUN 4 - 5 tab | Wright 40e                                                 | Hughes 8e                                                                             | 66 519        | Rapport |
| 162 | 19 septembre 1993  | Premier League (5e journée)             | Old Trafford, Manchester    | MUN 1 - 0 ARS           |                                                            | Cantona 38e                                                                           | 44 009        | Rapport |
| 163 | 22 mars 1994       | Premier League (30e journée)            | Highbury, Londres           | ARS 2 - 2 MUN           | Pallister 36e (csc) · Merson 78e                           | Sharpe 10e 53e                                                                        | 36 203        | Rapport |
| 164 | 26 novembre 1994   | Premier League (14e journée)            | Highbury, Londres           | ARS 0 - 0 MUN           |                                                            |                                                                                       | 38 301        | Rapport |
| 165 | 22 mars 1995       | Premier League (30e journée)            | Old Trafford, Manchester    | MUN 3 - 0 ARS           |                                                            | Hughes 26e · Sharpe 31e · Kanchelskis 80e                                             | 43 623        | Rapport |
| 166 | 4 novembre 1995    | Premier League (10e journée)            | Highbury, Londres           | ARS 1 - 0 MUN           | Bergkamp 14e                                               |                                                                                       | 38 317        | Rapport |
| 167 | 20 mars 1996       | Premier League (30e journée)            | Old Trafford, Manchester    | MUN 1 - 0 ARS           |                                                            | Cantona 66e                                                                           | 50 028        | Rapport |
| 168 | 16 novembre 1996   | Premier League (12e journée)            | Old Trafford, Manchester    | MUN 1 - 0 ARS           |                                                            | Winterburn 63e (csc)                                                                  | 55 210        | Rapport |
| 169 | 19 février 1997    | Premier League (25e journée)            | Highbury, Londres           | ARS 1 - 2 MUN           | Bergkamp 69e                                               | Cole 18e · Gunnar Solskjær 32e                                                        | 38 172        | Rapport |
| 170 | 9 novembre 1997    | Premier League (11e journée)            | Highbury, Londres           | ARS 3 - 2 MUN           | Anelka 9e · Vieira 27e · Platt 83e                         | Sheringham 33e 41e                                                                    | 38 205        | Rapport |
| 171 | 14 mars 1998       | Premier League (28e journée)            | Old Trafford, Manchester    | MUN 0 - 1 ARS           | Overmars 79e                                               |                                                                                       | 55 174        | Rapport |
| 172 | 9 août 1998        | Charity Shield 1998                     | Old Trafford, Manchester    | MUN 0 - 3 ARS           | Overmars 34e · Wreh 57e · Anelka 72e                       |                                                                                       | 67 342        | Rapport |
| 173 | 20 septembre 1998  | Premier League (6e journée)             | Highbury, Londres           | ARS 3 - 0 MUN           | Adams 13e · Anelka 44e · Ljungberg 84e                     |                                                                                       | 38 142        | Rapport |
| 174 | 17 février 1999    | Premier League (25e journée)            | Old Trafford, Manchester    | MUN 1 - 1 ARS           | Anelka 47e                                                 | Cole 60e                                                                              | 55 171        | Rapport |
| 175 | 11 avril 1999      | Coupe d'Angleterre (1/2 finale)         | Villa Park, Birmingham      | MUN 0 - 0 ap ARS        |                                                            |                                                                                       | 39 217        | Rapport |
| 176 | 14 avril 1999      | Coupe d'Angleterre (1/2 finale replay)  | Villa Park, Birmingham      | ARS 1 - 2 ap MUN        | Bergkamp 69e                                               | Beckham 17e · Giggs 109e                                                              | 30 223        | Rapport |
| 177 | 1er août 1999      | Charity Shield 1999                     | Stade Wembley, Londres      | MUN 1 - 2 ARS           | Kanu 67e (pen.) · Parlour 78e                              | Yorke 36e                                                                             | 70 185        | Rapport |
| 178 | 22 août 1999       | Premier League (3e journée)             | Highbury, Londres           | ARS 1 - 2 MUN           | Ljungberg 41e                                              | Keane 58e 88e                                                                         | 38 147        | Rapport |
| 179 | 24 janvier 2000    | Premier League (21e journée)            | Old Trafford, Manchester    | MUN 1 - 1 ARS           | Ljungberg 11e                                              | Sheringham 73e                                                                        | 58 293        | Rapport |
| 180 | 1er octobre 2000   | Premier League (7e journée)             | Highbury, Londres           | ARS 1 - 0 MUN           | Henry 30e                                                  |                                                                                       | 38 146        | Rapport |
| 181 | 25 février 2001    | Premier League (27e journée)            | Old Trafford, Manchester    | MUN 6 - 1 ARS           | Henry 16e                                                  | Yorke 3e 18e 22e · Keane 26e · Gunnar Solskjær 38e · Sheringham 90e                   | 67 535        | Rapport |
| 182 | 5 novembre 2001    | Coupe de la Ligue (3e tour)             | Highbury, Londres           | ARS 4 - 0 MUN           | Wiltord 15e 31e (pen.) 45e · Kanu 66e (pen.)               |                                                                                       | 30 693        | Rapport |
| 183 | 25 novembre 2001   | Premier League (13e journée)            | Highbury, Londres           | ARS 3 - 1 MUN           | Ljungberg 48e · Henry 80e 85e                              | Scholes 14e                                                                           | 38 174        | Rapport |
| 184 | 8 mai 2002         | Premier League (37e journée)            | Old Trafford, Manchester    | MUN 0 - 1 ARS           | Wiltord 56e                                                |                                                                                       | 67 580        | Rapport |
| 185 | 7 décembre 2002    | Premier League (17e journée)            | Old Trafford, Manchester    | MUN 2 - 0 ARS           |                                                            | Sebastián Verón 22e · Scholes 73e                                                     | 67 650        | Rapport |
| 186 | 15 février 2003    | Coupe d'Angleterre (5e tour)            | Old Trafford, Manchester    | MUN 0 - 2 ARS           | Edu 34e · Wiltord 52e                                      |                                                                                       | 67 209        | Rapport |
| 187 | 16 avril 2003      | Premier League (33e journée)            | Highbury, Londres           | ARS 2 - 2 MUN           | Henry 51e 62e                                              | van Nistelrooy 24e · Giggs 63e                                                        | 38 164        | Rapport |
| 188 | 10 août 2003       | Community Shield 2003                   | Millennium Stadium, Cardiff | ARS 1 - 1 MUN 3 - 4 tab | Henry 20e                                                  | Silvestre 15e                                                                         | 59 923        | Rapport |
| 189 | 21 septembre 2003  | Premier League (5e journée)             | Old Trafford, Manchester    | MUN 0 - 0 ARS           |                                                            |                                                                                       | 67 639        | Rapport |
| 190 | 28 mars 2004       | Premier League (29e journée)            | Highbury, Londres           | ARS 1 - 1 MUN           | Henry 50e                                                  | Saha 86e                                                                              | 38 184        | Rapport |
| 191 | 3 avril 2004       | Coupe d'Angleterre (1/2 finale)         | Villa Park, Birmingham      | MUN 1 - 0 ARS           |                                                            | Scholes 32e                                                                           | 39 939        | Rapport |
| 192 | 8 août 2004        | Community Shield 2004                   | Millennium Stadium, Cardiff | MUN 1 - 3 ARS           | Silva 50e · Antonio Reyes 58e · Silvestre 79e (csc)        | Smith 55e                                                                             | 63 317        | Rapport |
| 193 | 24 octobre 2004    | Premier League (10e journée)            | Old Trafford, Manchester    | MUN 2 - 0 ARS           |                                                            | van Nistelrooy 73e (pen.) · Rooney 90+3e                                              | 67 862        | Rapport |
| 194 | 1er décembre 2004  | Coupe de la Ligue (5e tour)             | Old Trafford, Manchester    | MUN 1 - 0 ARS           |                                                            | Bellion 1re                                                                           | 67 103        | Rapport |
| 195 | 1er février 2005   | Premier League (25e journée)            | Highbury, Londres           | ARS 2 - 4 MUN           | Vieira 8e · Bergkamp 36e                                   | Cole 18e (csc) · Ronaldo 54e 58e · O'Shea 88e                                         | 38 154        | Rapport |
| 196 | 21 mai 2005        | Coupe d'Angleterre (Finale)             | Millennium Stadium, Cardiff | MUN 0 - 0 ARS 4 - 5 tab |                                                            |                                                                                       | 71 876        | Rapport |
| 197 | 3 janvier 2006     | Premier League (21e journée)            | Highbury, Londres           | ARS 0 - 0 MUN           |                                                            |                                                                                       | 38 313        | Rapport |
| 198 | 9 avril 2006       | Premier League (33e journée)            | Old Trafford, Manchester    | MUN 2 - 0 ARS           |                                                            | Rooney 54e · Park J.-S. 78e                                                           | 70 908        | Rapport |
| 199 | 17 septembre 2006  | Premier League (5e journée)             | Old Trafford, Manchester    | MUN 0 - 1 ARS           | Adebayor 85e                                               |                                                                                       | 75 595        | Rapport |
| 200 | 21 janvier 2007    | Premier League (24e journée)            | Emirates Stadium, Londres   | ARS 2 - 1 MUN           | van Persie 83e · Henry 90+3e                               | Rooney 53e                                                                            | 60 128        | Rapport |
| 201 | 3 novembre 2007    | Premier League (12e journée)            | Emirates Stadium, Londres   | ARS 2 - 2 MUN           | Fàbregas 48e · Gallas 90+1e                                | Gallas 45+1e (csc) · Ronaldo 82e                                                      | 60 161        | Rapport |
| 202 | 16 février 2008    | Coupe d'Angleterre (5e tour)            | Old Trafford, Manchester    | MUN 4 - 0 ARS           |                                                            | Rooney 16e · Fletcher 20e 74e · Nani 38e                                              | 75 550        | Rapport |
| 203 | 13 avril 2008      | Premier League (34e journée)            | Old Trafford, Manchester    | MUN 2 - 1 ARS           | Adebayor 48e                                               | Ronaldo 53e (pen.) · Hargreaves 72e                                                   | 75 985        | Rapport |
| 204 | 8 novembre 2008    | Premier League (12e journée)            | Emirates Stadium, Londres   | ARS 2 - 1 MUN           | Nasri 22e 48e                                              | Rafael 90e                                                                            | 60 106        | Rapport |
| 205 | 29 avril 2009      | Ligue des champions (1/2 finale aller)  | Old Trafford, Manchester    | MUN 1 - 0 ARS           |                                                            | O'Shea 17e                                                                            | 74 517        | Rapport |
| 206 | 5 mai 2009         | Ligue des champions (1/2 finale retour) | Emirates Stadium, Londres   | ARS 1 - 3 MUN           | van Persie 76e (pen.)                                      | Park J.-S. 8e · Ronaldo 11e 61e                                                       | 58 000        | Rapport |
| 207 | 16 mai 2009        | Premier League (37e journée)            | Old Trafford, Manchester    | MUN 0 - 0 ARS           |                                                            |                                                                                       | 75 468        | Rapport |
| 208 | 29 août 2009       | Premier League (4e journée)             | Old Trafford, Manchester    | MUN 2 - 1 ARS           | Archavine 40e                                              | Rooney 59e (pen.) · Diaby 64e (csc)                                                   | 75 095        | Rapport |
| 209 | 31 janvier 2010    | Premier League (22e journée)            | Emirates Stadium, Londres   | ARS 1 - 3 MUN           | Vermaelen 80e                                              | Nani 33e · Rooney 37e · Park J.-S. 52e                                                | 60 091        | Rapport |
| 210 | 13 décembre 2010   | Premier League (17e journée)            | Old Trafford, Manchester    | MUN 1 - 0 ARS           |                                                            | Park J.-S. 41e                                                                        | 75 227        | Rapport |
| 211 | 12 mars 2011       | Coupe d'Angleterre (6e tour)            | Old Trafford, Manchester    | MUN 2 - 0 ARS           |                                                            | Fábio 28e · Rooney 49e                                                                | 74 693        | Rapport |
| 212 | 1er mai 2011       | Premier League (34e journée)            | Emirates Stadium, Londres   | ARS 1 - 0 MUN           | Ramsey 56e                                                 |                                                                                       | 60 107        | Rapport |
| 213 | 28 août 2011       | Premier League (3e journée)             | Old Trafford, Manchester    | MUN 8 - 2 ARS           | Walcott 45+3e · van Persie 74e                             | Welbeck 22e · Young 28e 90+1e · Rooney 41e 64e 82e (pen.) · Nani 67e · Park J.-S. 70e | 75 448        | Rapport |
| 214 | 22 janvier 2012    | Premier League (21e journée)            | Emirates Stadium, Londres   | ARS 1 - 2 MUN           | van Persie 71e                                             | Valencia 45+1e · Welbeck 81e                                                          | 60 093        | Rapport |
| 215 | 3 novembre 2012    | Premier League (10e journée)            | Old Trafford, Manchester    | MUN 2 - 1 ARS           | Cazorla 90+5e                                              | van Persie 3e · Évra 67e                                                              | 75 492        | Rapport |
| 216 | 28 avril 2013      | Premier League (36e journée)            | Emirates Stadium, Londres   | ARS 1 - 1 MUN           | Walcott 2e                                                 | van Persie 44e (pen.)                                                                 | 60 112        | Rapport |
| 217 | 10 novembre 2013   | Premier League (11e journée)            | Old Trafford, Manchester    | MUN 1 - 0 ARS           |                                                            | van Persie 27e                                                                        | 75 138        | Rapport |
| 218 | 12 février 2014    | Premier League (26e journée)            | Emirates Stadium, Londres   | ARS 0 - 0 MUN           |                                                            |                                                                                       | 60 021        | Rapport |
| 219 | 22 novembre 2014   | Premier League (12e journée)            | Emirates Stadium, Londres   | ARS 1 - 2 MUN           | Giroud 90+5e                                               | Gibbs 56e (csc) · Rooney 85e                                                          | 60 074        | Rapport |
| 220 | 9 mars 2015        | Coupe d'Angleterre (6e tour)            | Old Trafford, Manchester    | MUN 1 - 2 ARS           | Monreal 25e · Welbeck 61e                                  | Rooney 29e                                                                            | 74 285        | Rapport |
| 221 | 17 mai 2015        | Premier League (37e journée)            | Old Trafford, Manchester    | MUN 1 - 1 ARS           | Blackett 82e (csc)                                         | Herrera 30e                                                                           | 75 323        | Rapport |
| 222 | 4 octobre 2015     | Premier League (8e journée)             | Emirates Stadium, Londres   | ARS 3 - 0 MUN           | Sánchez 6e 19e · Özil 7e                                   |                                                                                       | 60 084        | Rapport |
| 223 | 28 février 2016    | Premier League (27e journée)            | Old Trafford, Manchester    | MUN 3 - 2 ARS           | Welbeck 40e · Özil 69e                                     | Rashford 29e 32e · Herrera 65e                                                        | 75 329        | Rapport |
| 224 | 19 novembre 2016   | Premier League (12e journée)            | Old Trafford, Manchester    | MUN 1 - 1 ARS           | Giroud 89e                                                 | Mata 68e                                                                              | 75 264        | Rapport |
| 225 | 7 mai 2017         | Premier League (36e journée)            | Emirates Stadium, Londres   | ARS 2 - 0 MUN           | Xhaka 54e · Welbeck 57e                                    |                                                                                       | 60 055        | Rapport |
| 226 | 2 décembre 2017    | Premier League (15e journée)            | Emirates Stadium, Londres   | ARS 1 - 3 MUN           | Lacazette 49e                                              | Valencia 4e · Lingard 11e 63e                                                         | 59 547        | Rapport |
| 227 | 29 avril 2018      | Premier League (36e journée)            | Old Trafford, Manchester    | MUN 2 - 1 ARS           | Mkhitaryan 51e                                             | Pogba 16e · Fellaini 90+1e                                                            | 75 035        | Rapport |
| 228 | 5 décembre 2018    | Premier League (15e journée)            | Old Trafford, Manchester    | MUN 2 - 2 ARS           | Mustafi 26e · Rojo 68e (csc)                               | Martial 30e · Lingard 69e                                                             | 74 507        | Rapport |
| 229 | 25 janvier 2019    | Coupe d'Angleterre (4e tour)            | Emirates Stadium, Londres   | ARS 1 - 3 MUN           | Aubameyang 43e                                             | Sánchez 31e · Lingard 33e · Martial 82e                                               | 59 571        | Rapport |
| 230 | 10 mars 2019       | Premier League (30e journée)            | Emirates Stadium, Londres   | ARS 2 - 0 MUN           | Xhaka 12e · Aubameyang 69e (pen.)                          |                                                                                       | 60 000        | Rapport |
| 231 | 30 septembre 2019  | Premier League (7e journée)             | Old Trafford, Manchester    | MUN 1 - 1 ARS           | Aubameyang 58e                                             | McTominay 45e                                                                         | 73 201        | Rapport |
| 232 | 1er janvier 2020   | Premier League (21e journée)            | Emirates Stadium, Londres   | ARS 2 - 0 MUN           | Pépé 8e · Papastathópoulos 42e                             |                                                                                       | 60 328        | Rapport |
| 233 | 1er novembre 2020  | Premier League (7e journée)             | Old Trafford, Manchester    | MUN 0 - 1 ARS           | Aubameyang 69e (pen.)                                      |                                                                                       | 0 (huis-clos) | Rapport |
| 234 | 30 janvier 2021    | Premier League (21e journée)            | Emirates Stadium, Londres   | ARS 0 - 0 MUN           |                                                            |                                                                                       | 0 (huis-clos) | Rapport |
| 235 | 2 décembre 2021    | Premier League (14e journée)            | Old Trafford, Manchester    | MUN 3 - 2 ARS           | Smith-Rowe 13e · Ødegaard 54e                              | Fernandes 44e · Ronaldo 52e 70e (pen.)                                                | 73 123        | Rapport |
| 236 | 23 avril 2022      | Premier League (34e journée)            | Emirates Stadium, Londres   | ARS 3 - 1 MUN           | Tavares 3e · Saka 32e (pen.) · Xhaka 70e                   | Ronaldo 34e                                                                           | 60 223        | Rapport |
| 237 | 3 septembre 2022   | Premier League (6e journée)             | Old Trafford, Manchester    | MUN 3 - 1 ARS           | Saka 60e                                                   | Antony 35e · Rashford 66e 75e                                                         | 73 431        | Rapport |
| 238 | 22 janvier 2023    | Premier League (21e journée)            | Emirates Stadium, Londres   | ARS 3 - 2 MUN           | Nketiah 24e 90e · Saka 53e                                 | Rashford 17e · Martínez 59e                                                           | 60 325        | Rapport |
| 239 | 3 septembre 2023   | Premier League (4e journée)             | Emirates Stadium, Londres   | ARS 3 - 1 MUN           | Ødegaard 28e · Rice 90+6e · Jesus 90+11e                   | Rashford 27e                                                                          | 60 192        | Rapport |
| 240 | 12 mai 2024        | Premier League (37e journée)            | Old Trafford, Manchester    | MUN 0 - 1 ARS           | Trossard 20e                                               |                                                                                       | 73 600        | Rapport |
| 241 | 3 décembre 2024    | Premier League (14e journée)            | Emirates Stadium, Londres   | ARS 2 - 0 MUN           | Timber 54e · Saliba 73e                                    |                                                                                       | 60 256        | Rapport |
| 242 | 11 janvier 2025    | Coupe d'Angleterre (3e tour)            | Emirates Stadium, Londres   | ARS 1 - 1 MUN 3 - 5 tab | Gabriel 63e                                                | Fernandes 52e                                                                         | 60 109        | Rapport |
| 243 | 8 mars 2025        | Premier League (28e journée)            | Old Trafford, Manchester    | MUN 1 - 1 ARS           | Rice 74e                                                   | Fernandes 45+2e                                                                       | 73 812        | Rapport |
| 244 | 17 août 2025       | Premier League (1re journée)            | Old Trafford, Manchester    | MUN 0 - 1 ARS           | Calafiori 13e                                              |                                                                                       |               | Rapport |
| 245 | 24 janvier 2026    | Premier League (23e journée)            | Emirates Stadium, Londres   | ARS - MUN               |                                                            |                                                                                       |               | Rapport |

## Statistique

### Bilan
au 17 août 2025
| Compétition               | Matchs | Victoires de Arsenal FC | Matchs nuls | Victoires de Manchester United | Buts pour Arsenal FC | Buts pour Manchester United |
| ------------------------- | ------ | ----------------------- | ----------- | ------------------------------ | -------------------- | --------------------------- |
| Premier League/Division 1 | 193    | 69                      | 47          | 77                             | 265                  | 283                         |
| Division 2                | 20     | 9                       | 3           | 8                              | 34                   | 33                          |
| Coupe d'Angleterre        | 17     | 6                       | 3           | 8                              | 21                   | 23                          |
| Coupe de la Ligue         | 6      | 2                       | 0           | 4                              | 12                   | 15                          |
| Community Shield          | 6      | 4                       | 2           | 0                              | 14                   | 7                           |
| Ligue des champions       | 2      | 0                       | 0           | 2                              | 1                    | 4                           |
| Total                     | 244    | 90                      | 55          | 99                             | 347                  | 365                         |

| Stade                  | Matchs | Victoires de Arsenal FC | Matchs nuls | Victoires de Manchester United | Buts pour Arsenal FC | Buts pour Manchester United |
| ---------------------- | ------ | ----------------------- | ----------- | ------------------------------ | -------------------- | --------------------------- |
| Old Trafford           | 98     | 18                      | 26          | 54                             | 84                   | 168                         |
| Highbury               | 77     | 43                      | 14          | 20                             | 160                  | 103                         |
| Emirates Stadium       | 22     | 11                      | 5           | 6                              | 33                   | 26                          |
| Manor Field            | 17     | 11                      | 2           | 4                              | 33                   | 14                          |
| Bank Street            | 15     | 3                       | 3           | 9                              | 18                   | 32                          |
| Wembley Stadium (1923) | 4      | 3                       | 1           | 0                              | 9                    | 4                           |
| Villa Park             | 4      | 0                       | 1           | 3                              | 2                    | 5                           |
| Maine Road             | 3      | 0                       | 1           | 2                              | 3                    | 8                           |
| Millennium Stadium     | 3      | 1                       | 2           | 0                              | 4                    | 2                           |
| Anfield                | 1      | 0                       | 0           | 1                              | 1                    | 3                           |
| Total                  | 244    | 90                      | 55          | 99                             | 347                  | 365                         |

## Palmarés
| Équipe            | Premier League | Coupes nationales  | Coupes nationales | Coupes nationales | Coupes européennes  | Coupes européennes | Coupes européennes | Coupes européennes | Coupes international   | Coupes international    | Total |
| Équipe            | Premier League | Coupe d'Angleterre | Coupe de la Ligue | Community Shield  | Ligue des champions | Coupe des coupes   | Ligue Europa       | Supercoupe         | Coupe intercontinental | Coupe du monde es clubs | Total |
| ----------------- | -------------- | ------------------ | ----------------- | ----------------- | ------------------- | ------------------ | ------------------ | ------------------ | ---------------------- | ----------------------- | ----- |
| Arsenal FC        | 13             | 14                 | 2                 | 17                | 0                   | 1                  | 0                  | 0                  | 0                      | 0                       | 47    |
| Manchester United | 20             | 13                 | 6                 | 21                | 3                   | 1                  | 1                  | 1                  | 1                      | 1                       | 68    |
| Total             | 33             | 27                 | 8                 | 38                | 3                   | 2                  | 1                  | 1                  | 1                      | 1                       | 114   |

## D'un club à l'autre

### Arsenal, puis Manchester United

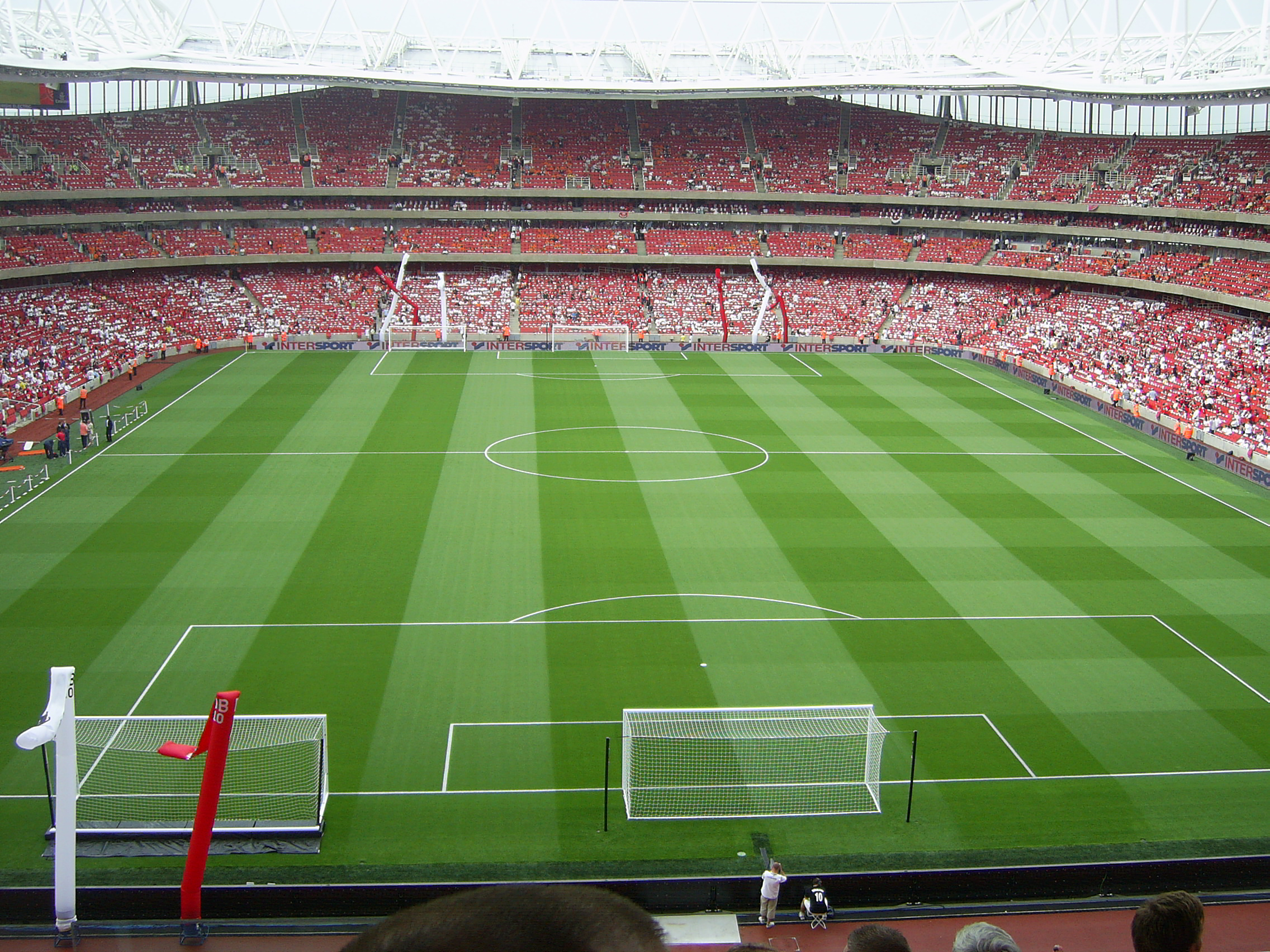
Emirates Stadium: antre des Gunners

| Nom                | Poste     | Arsenal   | Arsenal | Arsenal | Manchester United | Manchester United | Manchester United |
| Nom                | Poste     | Carrière  | Apps    | Buts    | Carrière          | Apps              | Buts              |
| ------------------ | --------- | --------- | ------- | ------- | ----------------- | ----------------- | ----------------- |
| Ralph Gaudie (en)  | Attaquant | 1899-1901 | 47      | 24      | 1903-1904         | 7                 | 0                 |
| Tom Wilcox (en)    | Gardien   | 1904-1905 | 0       | 0       | 1907-1909         | 2                 | 0                 |
| John Moody (en)    | Gardien   | 1925-1928 | 6       | 0       | 1931-1933         | 50                | 0                 |
| Tommy Baldwin (en) | Attaquant | 1962-1966 | 17      | 7       | 1974              | 2                 | 0                 |
| Ian Ure            | Milieu    | 1963-1969 | 168     | 2       | 1969-1971         | 47                | 1                 |
| George Graham      | Attaquant | 1966-1972 | 227     | 60      | 1972-1974         | 43                | 2                 |
| Frank Stapleton    | Attaquant | 1974-1981 | 300     | 108     | 1981-1987         | 365               | 78                |
| Viv Anderson       | Défenseur | 1984-1987 | 120     | 9       | 1987-1991         | 69                | 4                 |
| Andy Cole          | Attaquant | 1989-1992 | 2       | 0       | 1995-2001         | 275               | 121               |
| Robin van Persie   | Attaquant | 2004-2012 | 278     | 132     | 2012-2015         | 71                | 50                |
| Alexis Sánchez     | Attaquant | 2014-2018 | 165     | 80      | 2018-2020         | 45                | 5                 |

### Manchester United, puis Arsenal

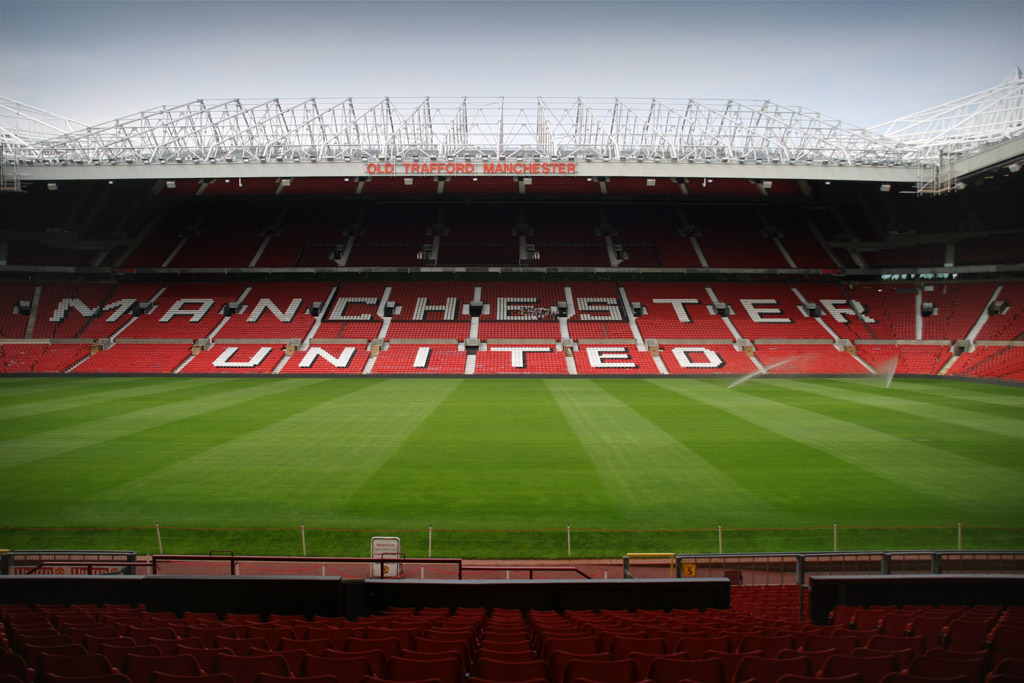
Old Trafford: antre des Red Devils

| Nom                | Poste     | Manchester United | Manchester United | Manchester United | Arsenal   | Arsenal | Arsenal |
| Nom                | Poste     | Carrière          | Apps              | Buts              | Carrière  | Apps    | Buts    |
| ------------------ | --------- | ----------------- | ----------------- | ----------------- | --------- | ------- | ------- |
| Paddy Sloan (en)   | Milieu    | 1937-1938         | 0                 | 0                 | 1946-1948 | 31      | 1       |
| Brian Kidd         | Attaquant | 1963-1974         | 203               | 52                | 1974-1976 | 77      | 30      |
| Jimmy Rimmer       | Gardien   | 1965-1974         | 34                | 0                 | 1974-1977 | 124     | 0       |
| Jim Leighton       | Gardien   | 1988-1991         | 94                | 0                 | 1991      | 0       | 0       |
| Mikaël Silvestre   | Défenseur | 1999-2008         | 361               | 10                | 2008-2010 | 43      | 3       |
| Danny Welbeck      | Attaquant | 2008-2014         | 92                | 20                | 2014-2019 | 126     | 32      |
| Henrikh Mkhitaryan | Milieu    | 2016-2018         | 63                | 13                | 2018-2019 | 59      | 9       |

### Vidéographie
- (en) DVD, Classic victories over Manchester United, édition Granada Ventures, 2002.